# بيلا أبزوغ
بيلا سافيتسكي أبزوغ (بالإنجليزية: Bella Abzug) (وُلدت في 24 يوليو من عام 1920- تُوفيت في 31 مارس من عام 1998). كانت ملقبة بـ «بيلا المناضلة»، إذ كانت محاميةً وممثلةً للولايات المتحدة وناشطةً اجتماعيةً وزعيمةً للحركة النسائية. انضمت أبزوغ إلى بعض النسويات البارزات الأخريات، بمن في ذلك غلوريا ستاينم وشيرلي تشيشولم وبيتي فريدان، وذلك بهدف تأسيس التجمع السياسي النسائي الوطني في عام 1971.
تضمنت حملة أبزوغ الأولى في عام 1970 شعار «هذه المرأة مكانها المجلس مجلس النواب». عُينت أبزوغ لاحقًا رئيسةً مشاركةً للجنة الوطنية للاحتفال بالسنة الدولية للمرأة، إذ أُسست هذه اللجنة بموجب أمر تنفيذي للرئيس جيرالد فورد. ترأست أبزوغ اللجنة في المؤتمر الوطني للمرأة لعام 1977، وقادت لجنة الرئيس جيمي كارتر الاستشارية الوطنية النسائية.

## مسيرتها القانونية والسياسية
قُبلت أبزوغ في نقابة محامي ولاية نيويورك في عام 1945، لتبدأ مزاولة المهنة في مدينة نيويورك ضمن شركة بريسمان وويت وكامر، متخصصةً في نطاق قضايا قانون العمل. أصبحت أبزوغ محاميةً في أربعينيات القرن العشرين، وهي الفترة التي لم تمارس خلالها النساء مهنة القانون إلا فيما ندر. تناولت أبزوغ قضايا الحقوق المدنية في الجنوب في بادئ الأمر. استأنفت قضية الرجل الأسود ويلي ماكجي، الذي أُدين باغتصاب امرأة بيضاء في مدينة لاوريل بولاية مسيسيبي في عام 1945، ليُحكم عليه بالإعدام بموجب قرار هيئة المحلفين المكونة من أشخاص بيض والتي لم تستغرق في اتخاذ قرارها سوى دقيقتين ونصف. خسرت أبزوغ الاستئناف وأُعدم الرجل. دافعت أبزوغ عن القضايا الليبرالية علنًا، بما في ذلك تعديل الحقوق المتساوية ومعارضة حرب فيتنام.
اعتُبرت أبزوغ إحدى أولى المشاركات في إضراب النساء من أجل السلام، وذلك قبل سنوات من انتخابها عضوًا لمجلس النواب. أسفرت مواقفها السياسية عن وضع اسمها على قائمة نيكسون الرئيسية للمعارضين السياسيين.

## مسيرتها في الكونغرس

### الانتخابات
واجهت أبزوغ –الملقبة بـ «بيلا المناضلة»- عضو مجلس النواب لأربعة عشر عامًا ليونارد فاربشتاين، وذلك في الانتخابات التمهيدية الديمقراطية في الدائرة الانتخابية المتمركزة في الجانب الغربي من مانهاتن. تمكنت من هزيمة فاربشتاين في ظل استياء عارم، ثم هزمت مضيف البرامج الحوارية باري فاربر في الانتخابات العامة. أُلغيت مقاطعتها بعد إعادة تقسيم الدوائر الانتخابية في عام 1972، ثم اختارت الترشح ضد وليام فيتس رايان في الانتخابات التمهيدية الديمقراطية، الذي سبق وأن مثل الجانب الغربي أيضًا. تمكن رايان من هزيمة أبزوغ على الرغم من حالته المرضية الخطيرة. تُوفي رايان قبل الشروع بالانتخابات العامة، فتمكنت أبزوغ من هزيمة أرملته بريسيلا في مؤتمر حزبي لاختيار المرشح الديمقراطي الجديد. تحدّت بريسيلا رايان أبزوغ على خط الحزب الليبرالي في الانتخابات العامة، لكنها فشلت. أُعيد انتخاب أبزوغ بسهولة في الانتخابات العامة لعام 1974. مثلت أبزوغ في فترتيها الأخيرتين جزءًا من حي ذا برونكس. تركت مقعدها في مجلس النواب لصالح حملتها الهادفة إلى الحصول على مقعد في مجلس الشيوخ الأمريكي في عام 1976، إلا أن حملتها هذه باءت بالفشل.

## روابط خارجية
- بيلا أبزوغ على موقع IMDb (الإنجليزية)
- بيلا أبزوغ على موقع الموسوعة البريطانية (الإنجليزية)
- بيلا أبزوغ على موقع ميوزك برينز (الإنجليزية)
- بيلا أبزوغ على موقع إن إن دي بي (الإنجليزية)
- بيلا أبزوغ على موقع قاعدة بيانات الفيلم (الإنجليزية)